# Scopula sajanensis
Scopula sajanensis là một loài bướm đêm trong họ Geometridae.